# دوسر ركبي
الدوسر الركبي او شعير إبليس (الاسم العلمي: Aegilops geniculata) نوع نباتي يتبع جنس الدوسر من الفصيلة النجيلية. 

## الموئل والانتشار
موطنه بلاد الشام ومصر والمغرب العربي وتركيا والقوقاز وحوض البحر الأبيض المتوسط.

## مرادفات للاسم العلمي
- (باللاتينية: Triticum vagans (Jord. & Fourr.) Greuter)
- (باللاتينية: Aegilops geniculata subsp. gibberosa (Zhuk.) Hammer)
- (باللاتينية: Aegilops ovata subsp. atlantica Eig)
- (باللاتينية: Aegilops ovata subsp. gibberosa Zhuk.)

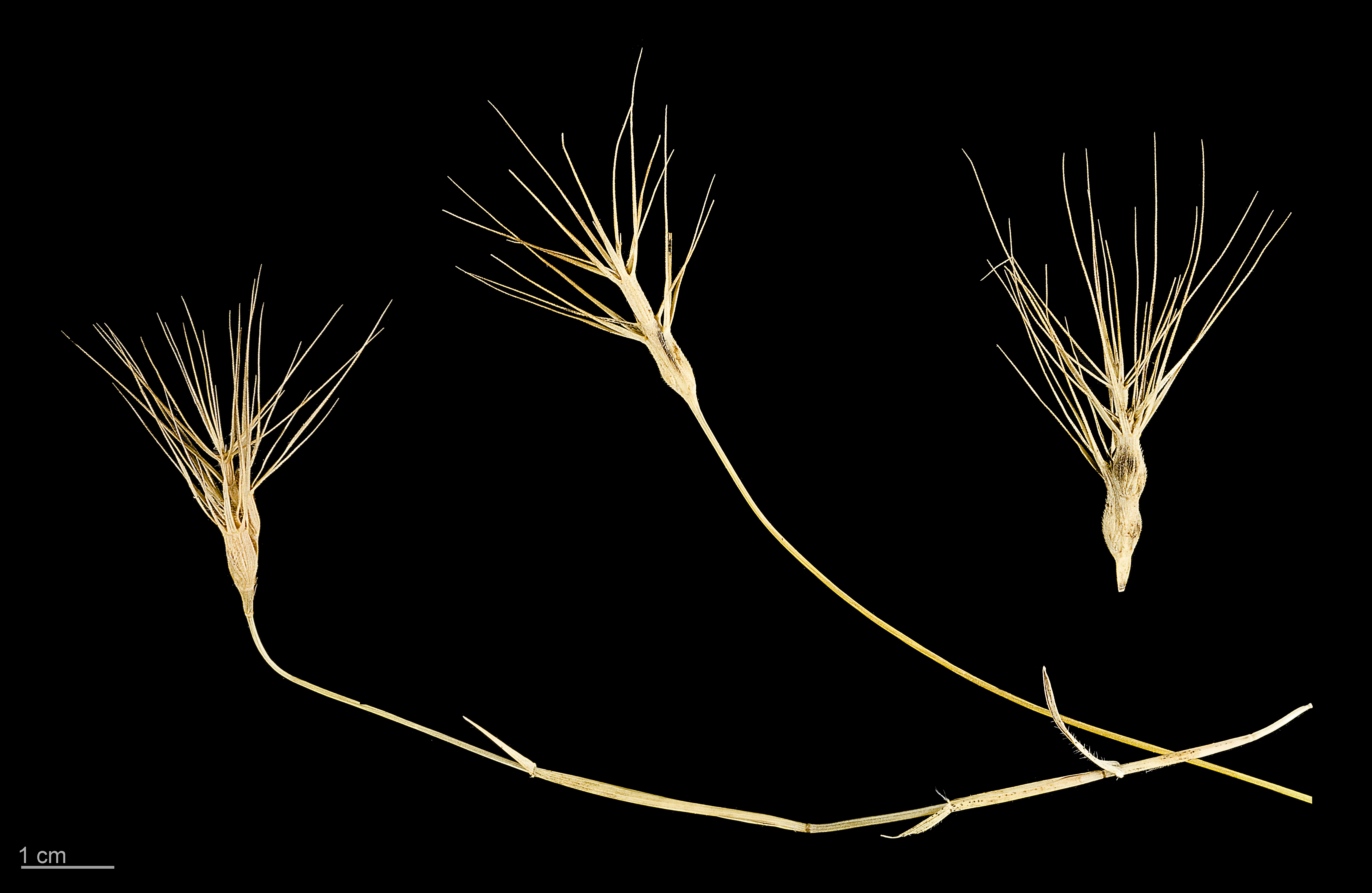